# NHK杯 (競馬)
NHK杯（エヌエイチケイはい）は、日本中央競馬会が東京競馬場で施行していた中央競馬の重賞競走（GII）である。東京優駿（日本ダービー）のトライアル競走として行われ、上位入着馬に東京優駿の優先出走権が与えられていた。

## 概要
1953年のテレビ放送開始に伴い、日本放送協会 (NHK) では東京優駿（日本ダービー）の実況中継を計画した。その際、有力馬がNHKの冠名が付くレースで好成績を挙げたのを、放送や新聞等のメディアで取り上げられれば、NHKにとって好都合になると考え、それまで存在しなかったトライアルレースを設置して、その競走にNHKの冠名を付けてもらい、その代わりに優勝カップを提供することを農林省競馬部に提案した。競馬部としても、トライアルレースを設置することによって、東京優駿への出走馬への注目をさらに集めることができると考え、NHK杯競走の設置に同意した。
第1回は、皐月賞の優勝馬のボストニアンや2着馬ハクリヨウ、フソウなどが出走し、ボストニアンが勝利を飾った。この年の東京優駿は結局テレビ中継できなかったものの、これらの馬がNHK杯競走で好成績を挙げたことをメディアで取り上げられたことでNHKの狙いは達成され、翌年以降は両競走ともにテレビ中継されるようになった。

このため、1984年（当時はNCK→JRA独自の格付け）の重賞格付けが開始されてから、GII競走に指定されながらも、主要GI（八大競走のうちの、クラシック三冠、天皇賞、有馬記念他）を中継していた総合テレビ（NHK G、『NHK競馬中継』）でも、それらと同格の扱いでその模様が生中継された。
1995年（平成7年）の競馬番組改革で、NHK杯は翌1996年から新設されるGI『NHKマイルカップ』に、ダービートライアルとしての役割は青葉賞とプリンシパルステークスに引き継がれることになり、その年の第43回競走を最後に廃止された。
出走条件は3歳（旧4歳）の国内産の牡馬・牝馬限定で外国産馬（1972年 - 1983年までは持込馬含む）および、騸馬は出走できなかった。

## 歴史
- 1953年：4歳馬の重賞競走「NHK盃」[2]として創設。
- 1970年：「NHK杯」に変更[2]。
- 1984年：グレード制導入によりGII[注 2]に格付け。
- 1996年：廃止。

### 歴代優勝馬
優勝馬の馬齢は、現行表記。
| 回数   | 施行日        | 競馬場 | 距離    | 優勝馬             | 性齢 | タイム   | 優勝騎手   | 管理調教師 |
| ------ | ------------- | ------ | ------- | ------------------ | ---- | -------- | ---------- | ---------- |
| 第1回  | 1953年5月10日 | 東京   | 芝2000m | ボストニアン       | 牡3  | 2:05 0/5 | 蛯名武五郎 | 増本勇     |
| 第2回  | 1954年5月5日  | 東京   | 芝2000m | タカオー           | 牡3  | 2:05 1/5 | 高橋英夫   | 上村大治郎 |
| 第3回  | 1955年5月8日  | 東京   | 芝2000m | イチモンジ         | 牡3  | 2:04 4/5 | 高橋英夫   | 鈴木勝太郎 |
| 第4回  | 1956年5月5日  | 東京   | 芝2000m | キタノオー         | 牡3  | 2:04 4/5 | 勝尾竹男   | 久保田金造 |
| 第5回  | 1957年5月5日  | 東京   | 芝2000m | ヒカルメイジ       | 牡3  | 2:05 1/5 | 蛯名武五郎 | 藤本冨良   |
| 第6回  | 1958年5月5日  | 東京   | 芝2000m | ダイゴホマレ       | 牡3  | 2:04 2/5 | 伊藤竹男   | 久保田金造 |
| 第7回  | 1959年5月5日  | 東京   | 芝2000m | ウイルデイール     | 牡3  | 2:03 1/5 | 渡辺正人   | 星川泉士   |
| 第8回  | 1960年5月5日  | 東京   | 芝2000m | ケンマルチカラ     | 牡3  | 2:03.7   | 蛯名武五郎 | 藤本冨良   |
| 第9回  | 1961年5月7日  | 東京   | 芝2000m | チトセミノル       | 牡3  | 2:05.1   | 伊藤修司   | 伊藤勝吉   |
| 第10回 | 1962年5月6日  | 東京   | 芝2000m | オヤシオ           | 牡3  | 2:04.8   | 加賀武見   | 星川泉士   |
| 第11回 | 1963年5月3日  | 東京   | 芝2000m | キングダンデイー   | 牡3  | 2:04.5   | 野平祐二   | 野平省三   |
| 第12回 | 1964年5月10日 | 東京   | 芝2000m | ウメノチカラ       | 牡3  | 2:03.6   | 伊藤竹男   | 古賀嘉蔵   |
| 第13回 | 1965年5月9日  | 東京   | 芝2000m | ダイコーター       | 牡3  | 2:03.7   | 栗田勝     | 柴田不二男 |
| 第14回 | 1966年5月8日  | 東京   | 芝2000m | ナスノコトブキ     | 牡3  | 2:05.2   | 森安弘明   | 稲葉秀男   |
| 第15回 | 1967年4月30日 | 中山   | 芝2000m | アラジン           | 牡3  | 2:05.5   | 中野渡清一 | 本郷重彦   |
| 第16回 | 1968年6月16日 | 東京   | 芝2000m | マーチス           | 牡3  | 2:02.6   | 保田隆芳   | 伊藤修司   |
| 第17回 | 1969年5月4日  | 東京   | 芝2000m | カネハヤテ         | 牡3  | 2:02.7   | 加賀武見   | 成宮明光   |
| 第18回 | 1970年5月10日 | 東京   | 芝2000m | アローエクスプレス | 牡3  | 2:08.5   | 加賀武見   | 高松三太   |
| 第19回 | 1971年5月23日 | 東京   | 芝2000m | ヒカルイマイ       | 牡3  | 2:02.8   | 田島良保   | 谷八郎     |
| 第20回 | 1972年6月18日 | 東京   | 芝2000m | ランドジャガー     | 牡3  | 2:01.2   | 小島太     | 高橋直     |
| 第21回 | 1973年5月6日  | 東京   | 芝2000m | ハイセイコー       | 牡3  | 2:02.3   | 増沢末夫   | 鈴木勝太郎 |
| 第22回 | 1974年5月3日  | 東京   | 芝2000m | ナスノカゲ         | 牡3  | 2:02.2   | 嶋田功     | 稲葉秀男   |
| 第23回 | 1975年5月4日  | 東京   | 芝2000m | カブラヤオー       | 牡3  | 2:06.1   | 菅原泰夫   | 茂木為二郎 |
| 第24回 | 1976年5月9日  | 東京   | 芝2000m | コーヨーチカラ     | 牡3  | 2:02.4   | 領家政蔵   | 田中良平   |
| 第25回 | 1977年5月8日  | 東京   | 芝2000m | プレストウコウ     | 牡3  | 2:02.9   | 岡部幸雄   | 加藤朝治郎 |
| 第26回 | 1978年5月7日  | 東京   | 芝2000m | インターグシケン   | 牡3  | 2:02.1   | 武邦彦     | 日迫清     |
| 第27回 | 1979年5月6日  | 東京   | 芝2000m | テルテンリュウ     | 牡3  | 2:00.8   | 西浦勝一   | 土門健司   |
| 第28回 | 1980年5月4日  | 東京   | 芝2000m | モンテプリンス     | 牡3  | 2:01.8   | 吉永正人   | 松山吉三郎 |
| 第29回 | 1981年5月10日 | 東京   | 芝2000m | サンエイソロン     | 牡3  | 2:03.4   | 小島太     | 古山良司   |
| 第30回 | 1982年5月9日  | 東京   | 芝2000m | アスワン           | 牡3  | 2:01.5   | 吉永正人   | 松山吉三郎 |
| 第31回 | 1983年5月8日  | 東京   | 芝2000m | カツラギエース     | 牡3  | 2:02.9   | 崎山博樹   | 土門一美   |
| 第32回 | 1984年5月6日  | 東京   | 芝2000m | ビゼンニシキ       | 牡3  | 2:04.0   | 蛯沢誠治   | 成宮明光   |
| 第33回 | 1985年5月6日  | 東京   | 芝2000m | トウショウサミット | 牡3  | 2:02.3   | 中島啓之   | 奥平真治   |
| 第34回 | 1986年5月4日  | 東京   | 芝2000m | ラグビーボール     | 牡3  | 2:03.6   | 河内洋     | 田中良平   |
| 第35回 | 1987年5月10日 | 東京   | 芝2000m | モガミヤシマ       | 牡3  | 2:01.6   | 小島太     | 古山良司   |
| 第36回 | 1988年5月8日  | 東京   | 芝2000m | マイネルグラウベン | 牡3  | 2:02.0   | 蛯沢誠治   | 栗田博憲   |
| 第37回 | 1989年5月7日  | 東京   | 芝2000m | トーワトリプル     | 牡3  | 2:05.0   | 的場均     | 柄崎孝     |
| 第38回 | 1990年5月6日  | 東京   | 芝2000m | ユートジョージ     | 牡3  | 2:00.8   | 岡潤一郎   | 安藤正敏   |
| 第39回 | 1991年5月4日  | 東京   | 芝2000m | イブキマイカグラ   | 牡3  | 2:01.9   | 南井克巳   | 中尾正     |
| 第40回 | 1992年5月10日 | 東京   | 芝2000m | ナリタタイセイ     | 牡3  | 2:02.8   | 南井克巳   | 中尾謙太郎 |
| 第41回 | 1993年5月9日  | 東京   | 芝2000m | マイシンザン       | 牡3  | 2:00.7   | 松永幹夫   | 山本正司   |
| 第42回 | 1994年5月8日  | 東京   | 芝2000m | ナムラコクオー     | 牡3  | 2:01.9   | 南井克巳   | 野村彰彦   |
| 第43回 | 1995年5月7日  | 東京   | 芝2000m | マイネルブリッジ   | 牡3  | 2:01.7   | 田中勝春   | 伊藤正徳   |